# Турци в Испания
Турците в Испания са етническа група в Испания.

## Общо
Турци основно има в Каталония, Мадрид и Валенсия. По-малко на брой турци има на Балеарските острови.

## Религия
Турците в Испания са мюсюлмани.